# Conseil national d'administration

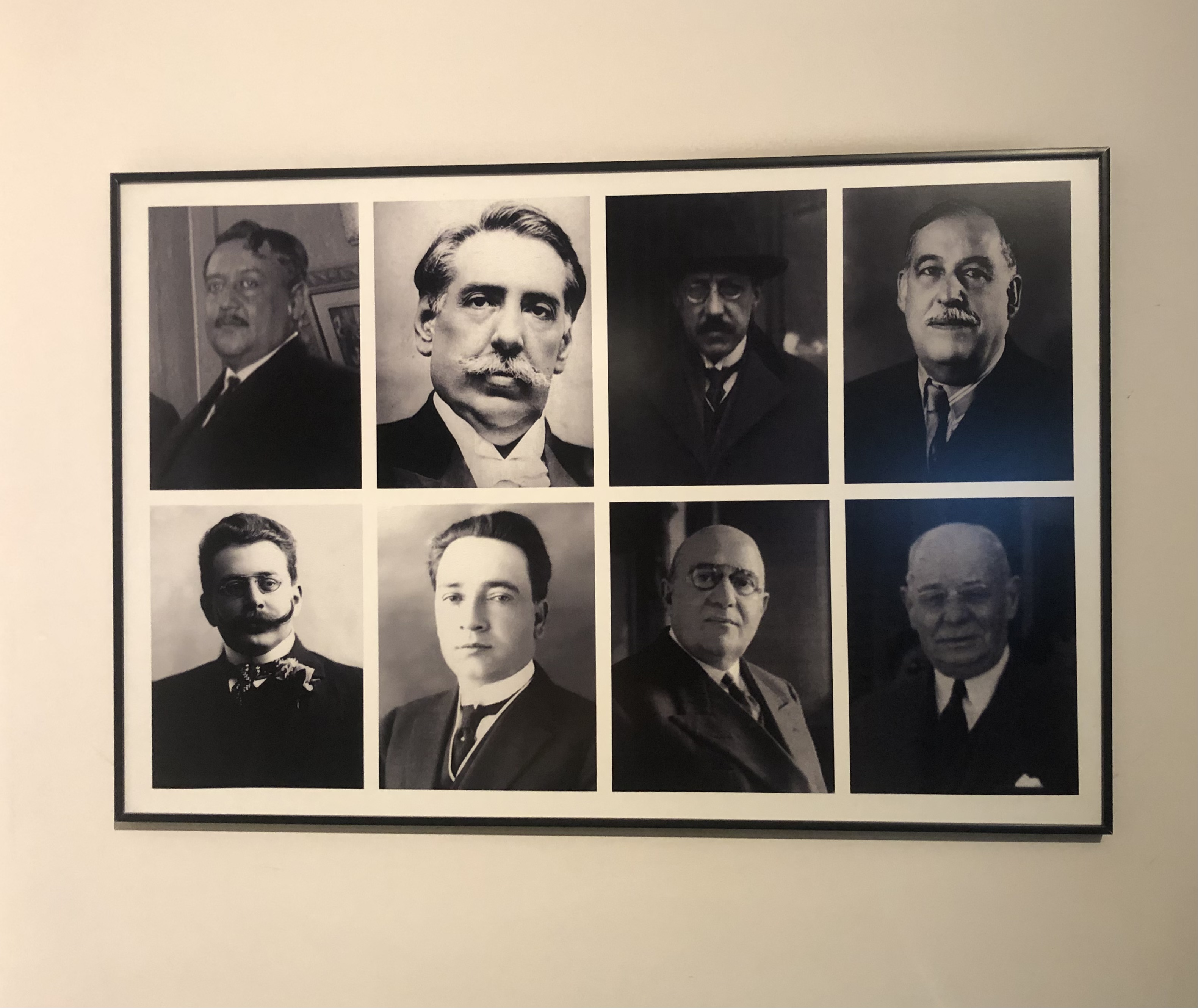
Membres du conseil d'administration national.

Le Conseil National d'Administration fut l'une des composantes du pouvoir exécutif en Uruguay, de 1919 à 1933.

## Caractéristiques
La Constitution de 1918 - approuvée par plébiscite le 25 novembre 1917, promulguée le 3 janvier 1918 et entrée en vigueur le 1er mars 1919 – partageait  le pouvoir exécutif entre le Président de la République et le Conseil National d'Administration.
Cette division de l'exécutif résultait, en fait, d'un accord entre les deux grands partis politiques uruguayens de l'époque, les colorados (libéraux) et les blancos (conservateurs). Il s'agissait d'associer les blancos aux décisions du gouvernement alors que les colorados occupaient la présidence de la République depuis plusieurs décennies.
Le Conseil comptait neuf membres élus au suffrage direct, pour six ans et renouvelables par tiers tous les deux ans  (deux tiers des postes revenaient à la liste majoritaire et un tiers à celle arrivée en seconde position). Le Conseil se voyait conférer plusieurs attributions du pouvoir exécutif, notamment les questions administratives ayant trait à l'instruction publique, l'industrie, les finances, les constructions, le travail, la santé publique, la préparation annuelle du budget général, l'organisation des élections... Quant au Président de la République, élu au suffrage direct pour quatre ans, il nommait et révoquait à son gré les ministres de l'Intérieur, des Relations extérieures, de la Guerre et de la Marine.
Finalement, le Conseil National d'Administration fut dissous lors du coup d’État du président Gabriel Terra, le 31 mars 1933.

## Présidents de la République
```
 * 1919-1923 : 
Baltasar Brum
 (
colorado
) 
 * 1923-1927 : 
José Serrato
 (
colorado
) 
 * 1927-1931 : 
Juan Campisteguy
 (
colorado
) 
 * 1931-1938 : 
Gabriel Terra
 (
colorado
)
```

## Présidents du Conseil National d'Administration
- 1919: Feliciano Viera  (colorado)
- 1921: José Batlle y Ordóñez   (colorado)
- 1923: Julio María Sosa  (colorado)
- 1925: Luis Alberto de Herrera  (blanco)
- 1927: José Batlle y Ordóñez (colorado)
- 1928: Luis C. Caviglia  (colorado) (à partir du 16 février)
- 1929: Baltasar Brum  (colorado)
- 1931: Juan P. Fabini  (colorado)
- 1933: Antonio Rubio (colorado) (jusqu'au 31 mars, date du coup d’État de Gabriel Terra)

## Membres du Conseil National d'Administration
Les neuf premiers membres (six colorados et trois blancos) furent élus par l'Assemblée Générale ; les suivants au suffrage direct.
- 1919: Feliciano Viera, Ricardo Areco, Pedro Cosio, Domingo Arena, Francisco Soca, Santiago Rivas, Alfredo Vásquez Acevedo, Martín C. Martínez et Carlos A. Berro.
- 1921: José Batlle y Ordóñez, Carlos María Morales, Juan Campisteguy et Eduardo Lamas.
- 1923: Julio María Sosa, Atilio Narancio, Pedro Aramendía et Federico Fleurquin.
- 1925: Luis Alberto de Herrera, Martín C. Martínez et Gabriel Terra.
- 1927: José Batlle y Ordóñez, Luis C. Caviglia et Arturo Lussich.
- 1928: Baltasar Brum, Victoriano Martínez, Ismael Cortinas et Carlos María Sorín.
- 1930: Juan P. Fabini, Tomás Berreta et Alfredo García Morales.
- 1932: Antonio Rubio, Andrés Martínez Trueba et Gustavo Gallinal.

## Source
- (es) Cet article est partiellement ou en totalité issu de l’article de Wikipédia en espagnol intitulé « Consejo Nacional de Administración » (voir la liste des auteurs).